# Eratoneura contracta
Eratoneura contracta är en insektsart som först beskrevs av Beamer 1931.  Eratoneura contracta ingår i släktet Eratoneura och familjen dvärgstritar. Inga underarter finns listade i Catalogue of Life.